# Comté de Cheyenne (Kansas)
Pour les articles homonymes, voir Comté de Cheyenne.
Le comté de Cheyenne est l’un des 105 comtés de l’État du Kansas, aux États-Unis, aux confins du Colorado et du Nebraska. Il a été fondé le 20 mars 1873.
Siège et plus grande ville : Saint Francis.

## Démographie

Pyramide des âges.

## Géolocalisation
|                                | Comté de Dundy (Nebraska) |                  |
| Comté de Yuma (Colorado)       | Comté de Cheyenne         | Comté de Rawlins |
| Comté de Kit Carson (Colorado) | Comté de Sherman          |                  |